# Vincent Contenson

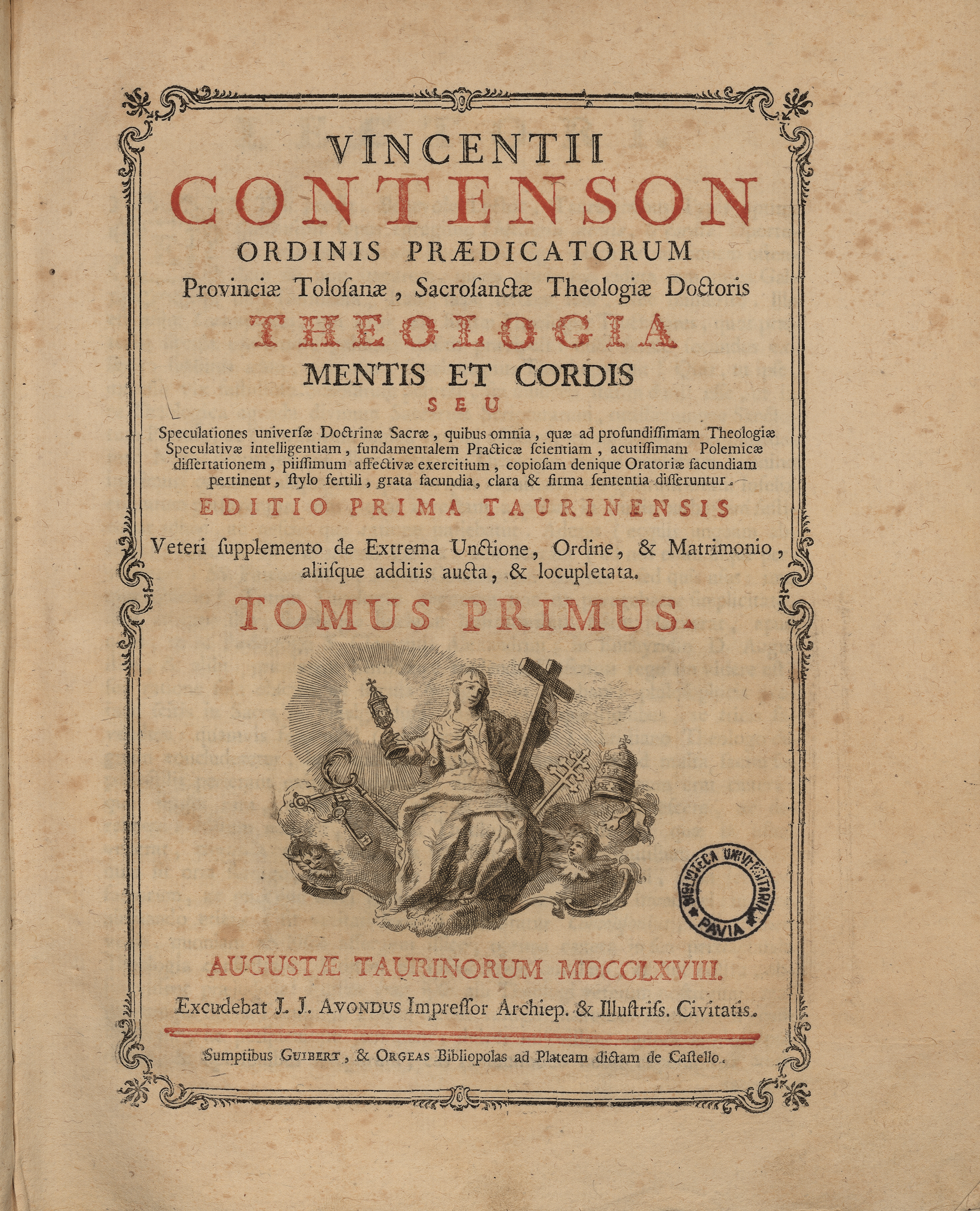
Theologia mentis et cordis, 1768

Vincent Contenson (nascido em Auvillar ( Gers ), Diocese de Condon, 1641; falecido em Creil-sur-Oise, 26 de dezembro de 1674) foi um teólogo e pregador dominicano francês.
Ele tinha dezessete anos quando entrou para a Ordem dos Pregadores. Ele ensinou filosofia por um tempo em Albi, seguido de teologia em Toulouse. Depois disso, ele teve uma breve, mas popular carreira como pregador.
Contenson morreu no púlpito em Creil, onde estava dando uma missão. Ele foi enterrado lá; seu epitáfio o descreve como "jovem em anos, maduro em sabedoria e venerável em virtude".

## Obras
A principal obra de Contenson foi Theologia Mentis et Cordis, publicado postumamente em Lyon em nove volumes, 1681; segunda edição, 1687. A Enciclopédia Católica de 1913 elogia seu uso de "ilustrações e imagens emprestadas dos Padres da Igreja" para enriquecer o "raciocínio árido predominante da Escolástica".